# Agrostis lyallii
Agrostis lyallii é uma espécie de gramínea do gênero Agrostis, pertencente à família Poaceae.